# Alice Nkom
Alice Nkom (Poutkak, Camarões, 14 de janeiro de 1945) é uma advogada camaronesa muito conhecida por sua defesa pelos direitos humanos homossexuais nesse país africano, Advogada desde 1969, foi a primeira mulher negra a exercer tal profissão no país, aos 24 anos de idade. e seu trabalho como advogada a tem feito lutar pela igualdade de gênero e pelo direito à dignidade humana nos Camarões. Ela também tem se inserido na luta em defesa ao meio ambiente, contra o HIV e a emigração de jovens camaroneses, e temas como política, viuvez e infância também estão na sua agenda.
Nkom criou a Lady Justice, associação que discute o papel das mulheres na advocacia, e também entrou na política na década de 1990, militando pela Social Democratic Front («Frente Social Democrática») – SDF, posteriormente vinculando-se ao Rassemblement Démocratique du Peuple Camerunais («Ajuntamento Democrático do Povo Camaronês») – RDPC.

## Carreira

### Primeiros anos
Nkom começou seus estudos de direito na Universidade de Toulouse (1963–1964), terminando-os na Universidade Federal dos Camarões em 1968. Após três anos de estágio, ela começou a despachar como advogada em Nkongsamba, a 140 km de Duala. Três anos após, regressou a Duala, onde trabalha atualmente.

### Ativismo LGBT e ameaças
Em 2003, Nkom criou a Association pour la défense des droits des homosexuel(le)s («Associação para a defesa dos direitos dos homossexuais») – ADEFHO, da qual é diretora. A origem da associação está em uma visita que jovens gays camaroneses vindos da Europa realizaram a seu escritório, os quais queriam instalar-se e investir no país. Em virtude do artigo o 347 bis do código penal, tais jovens arriscavam humilhações, chantagens e, no pior dos casos, até prisão.
Através da ADEFHO Nkom defende pessoas acusadas de delito de homossexualidade e ajuda aqueles que foram encarcerados a sobreviver às condições degradantes a que são submetidos. Além da referida associação, Nkom coopera com outras organizações de ajuda aos homossexuais, como o Collectif des familles d’enfants homosexuel(le)s («Coletivo das famílias com filhos/filhas homossexuais»)  – COFENHO e, ainda que não especificamente dirigida à comunidade LGBT, ela também faz parte da «sid'ado», uma associação que luta contra a aids entre adolescentes.
Nkom tem passado por muitas dificuldades em sua luta pelos direitos LGBT. Em Janeiro de 2011 sofreu com inúmeros assédios, que incluíram insultos e ameaças. Em 2010, após a concessão de uma subvenção à ADEFHO por parte da União Europeia, o governo camaronês declarou que Nkom atuava «contra a legalidade, a soberania e a independência dos Camarões». O próprio Ministro das Relações Exteriores exigiu diretamente que a UE recolhesse a subvenção e até tentou tirar o direito de a advogada exercer o Direito. Mais tarde, um advogado camaronês, Kengoum Celestin, declarou publicamente no canal de televisão STV2: «Tenho uns amigos que me disseram que a esperavam em um recanto escuro para desfrutá-la».
Tais feitos não são isolados e se estendem aos outros membros da ADEFHO.

### Prêmio da Anistia Internacional
Em 18 de março de 2014, ela foi agraciada, por seu  trabalho em favor dos direitos LGBTs nos Camarões, com o Prêmio pelos Direitos Humanos concedido pela Anistia Internacional alemã.